# Volvo N7/N10/N12
| Volvo                | Volvo           |
| N7/N10/N12           | N7/N10/N12      |
| -------------------- | --------------- |
| Hersteller:          | Volvo Trucks    |
| Bauart:              | Lkw             |
| Produktionszeitraum: | 1973–1990       |
| Vorgängermodelle:    | Volvo N86/N88   |
| Nachfolgemodell:     | Volvo NL10/NL12 |

Der Volvo N7/N10/N12 war eine Baureihe schwerer Langhauber-Lkw, die zwischen 1973 und 1990 von Volvo Trucks hergestellt wurde. Sie lösten die bisherigen Haubenmodelle N86/N88 ab, die noch konstruktionstechnisch auf dem Titan von 1951 basierten.
Die Haube wurde kippbar ausgeführt. Das Fahrerhaus aus verzinktem Stahlblech war als Kurzkabine, Schlafkabine und Doppelkabine erhältlich.
Zum Einsatz kommen die aus dem Volvo F88/F89 bekannten Motoren. Das Spitzenmodell N12 verfügte über einen 12-Liter-Motor mit 330 PS und voll synchronisiertem 16-Gang-Getriebe.
Ab 1978 wurden die N-Hauber auch in die USA exportiert, ab 1980 für den nord- und südamerikanischen Markt auch in den Werken von White produziert, nachdem Volvo White Trucks übernommen hatte.

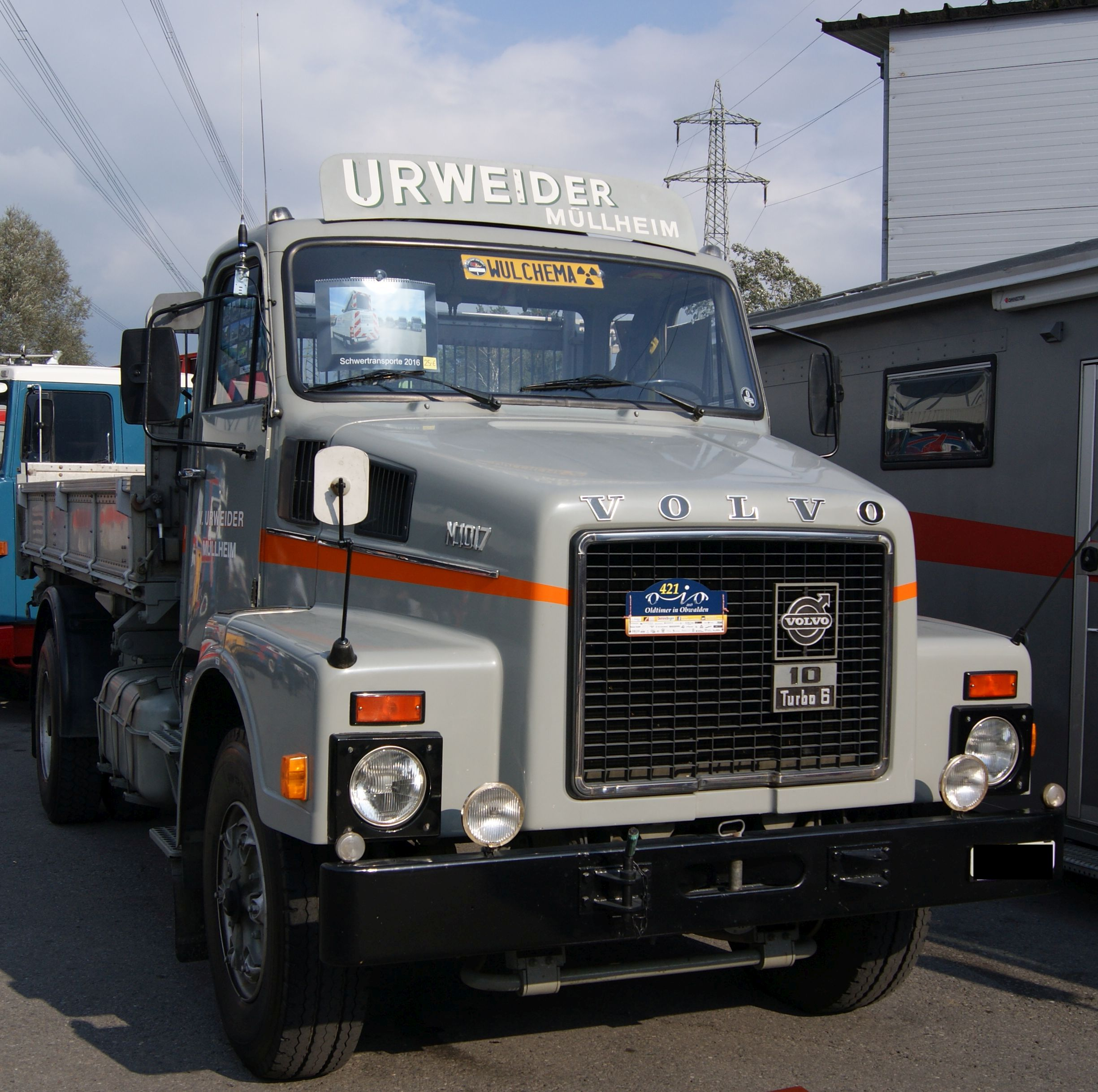
N10 mit Kurzkabine (1973–1979)
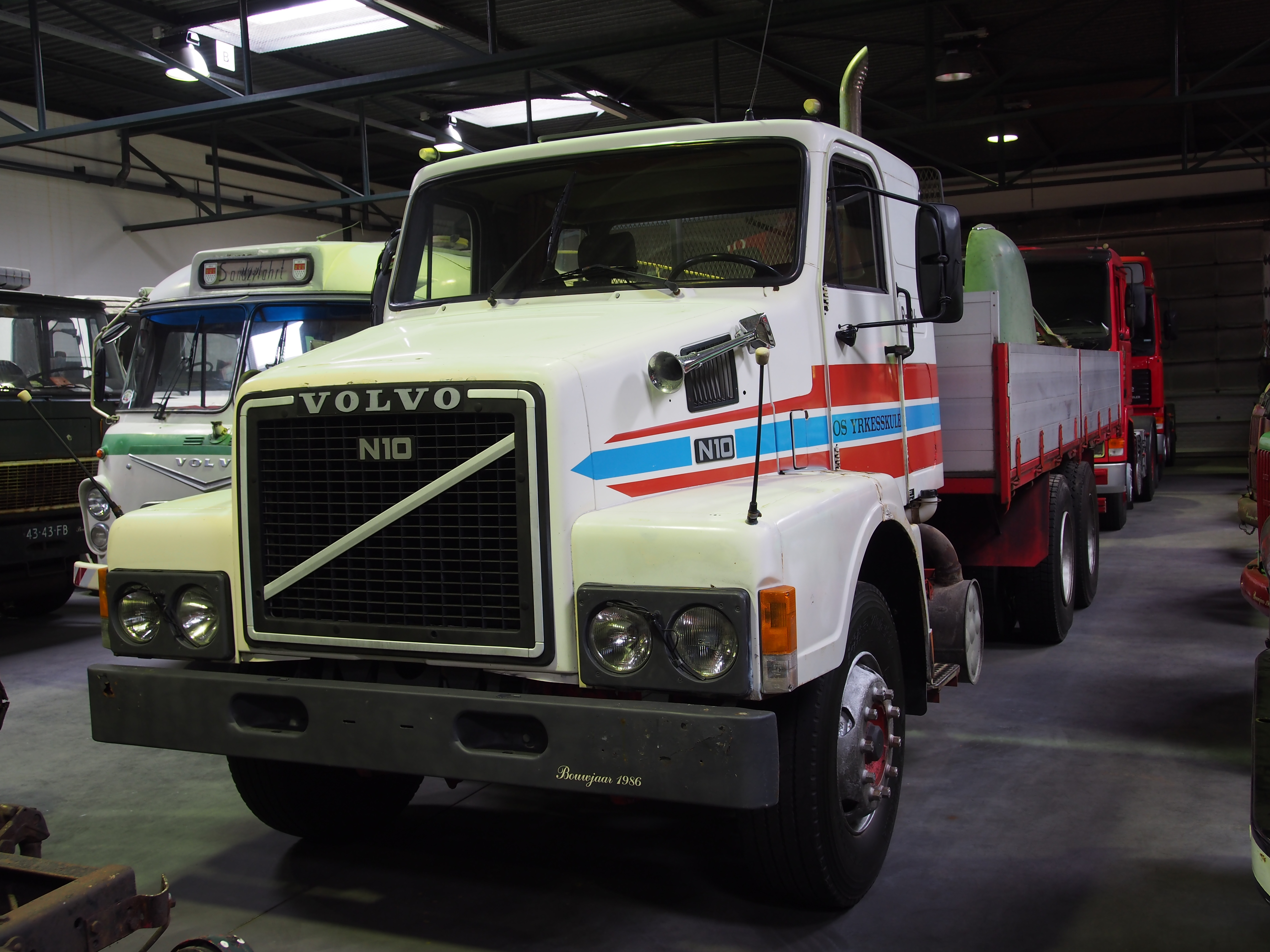
N10 mit Schlafkabine (1979–1987)
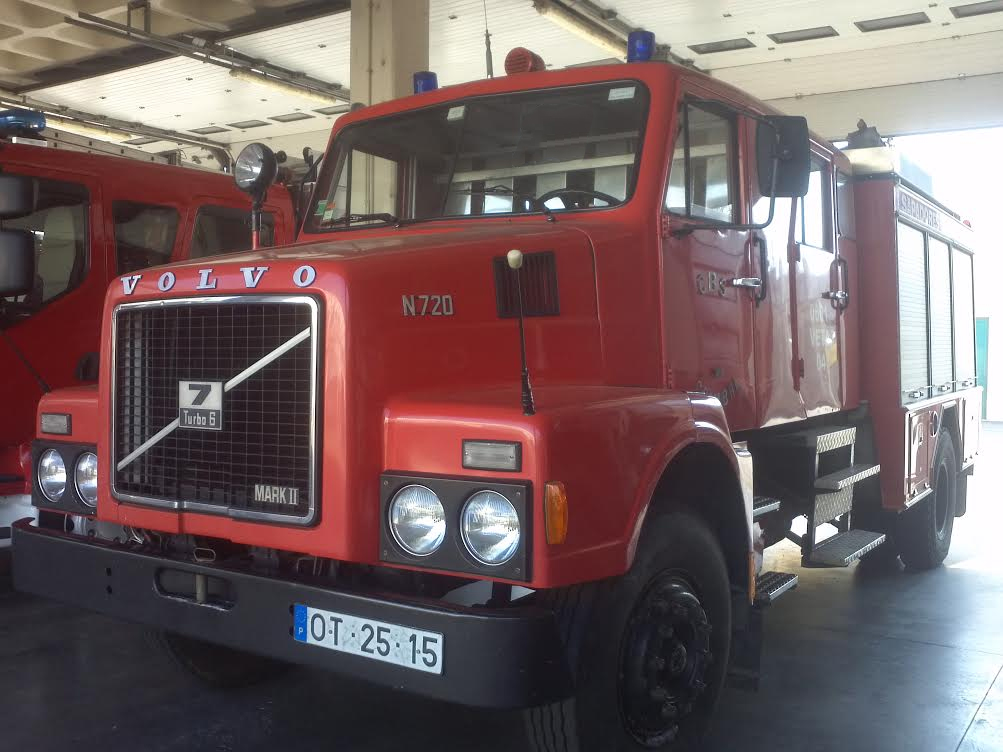
N7 mit Doppelkabine (1979–1986)
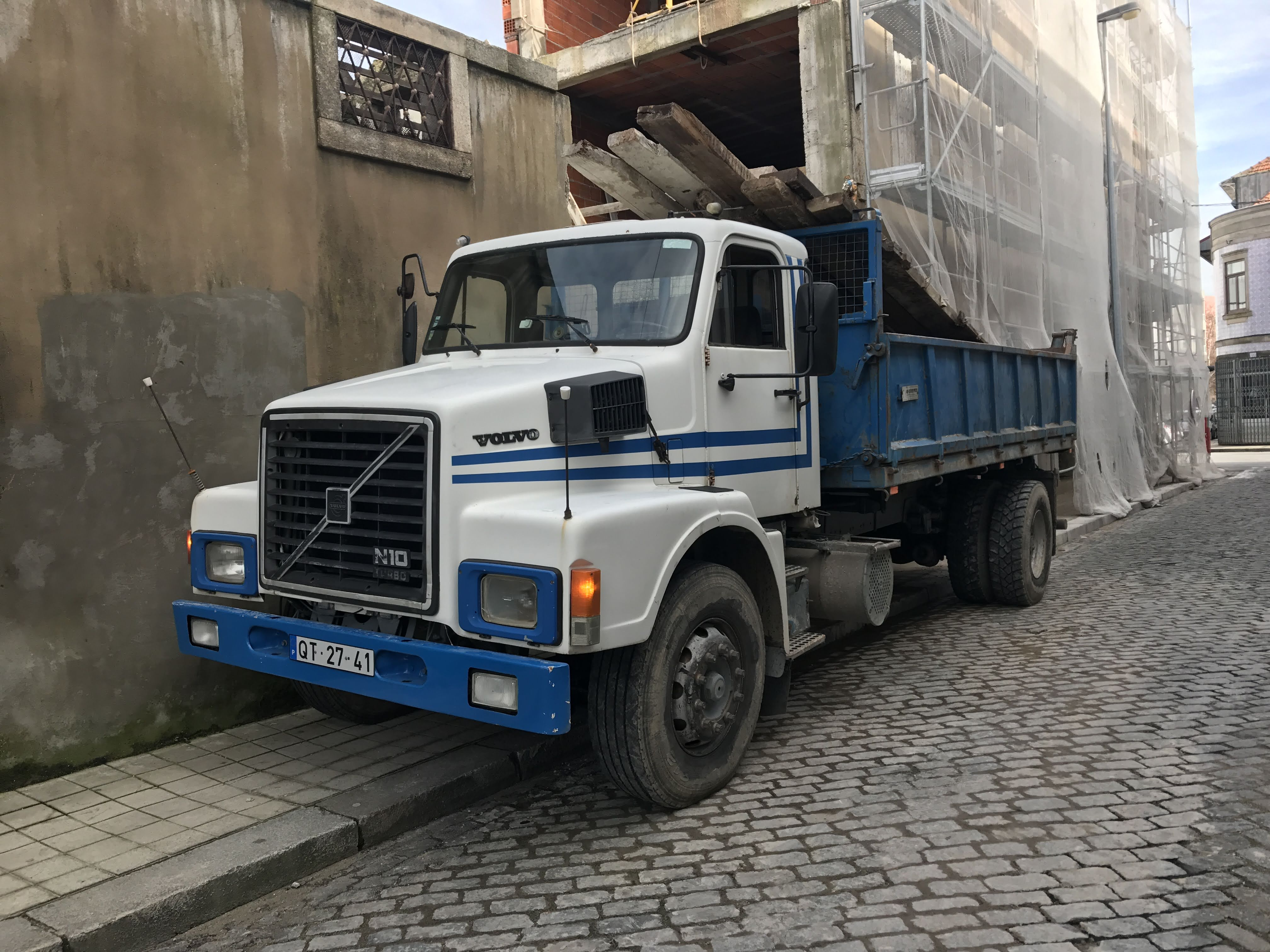
N10 mit Rechteckscheinwerfern (1987–1990)
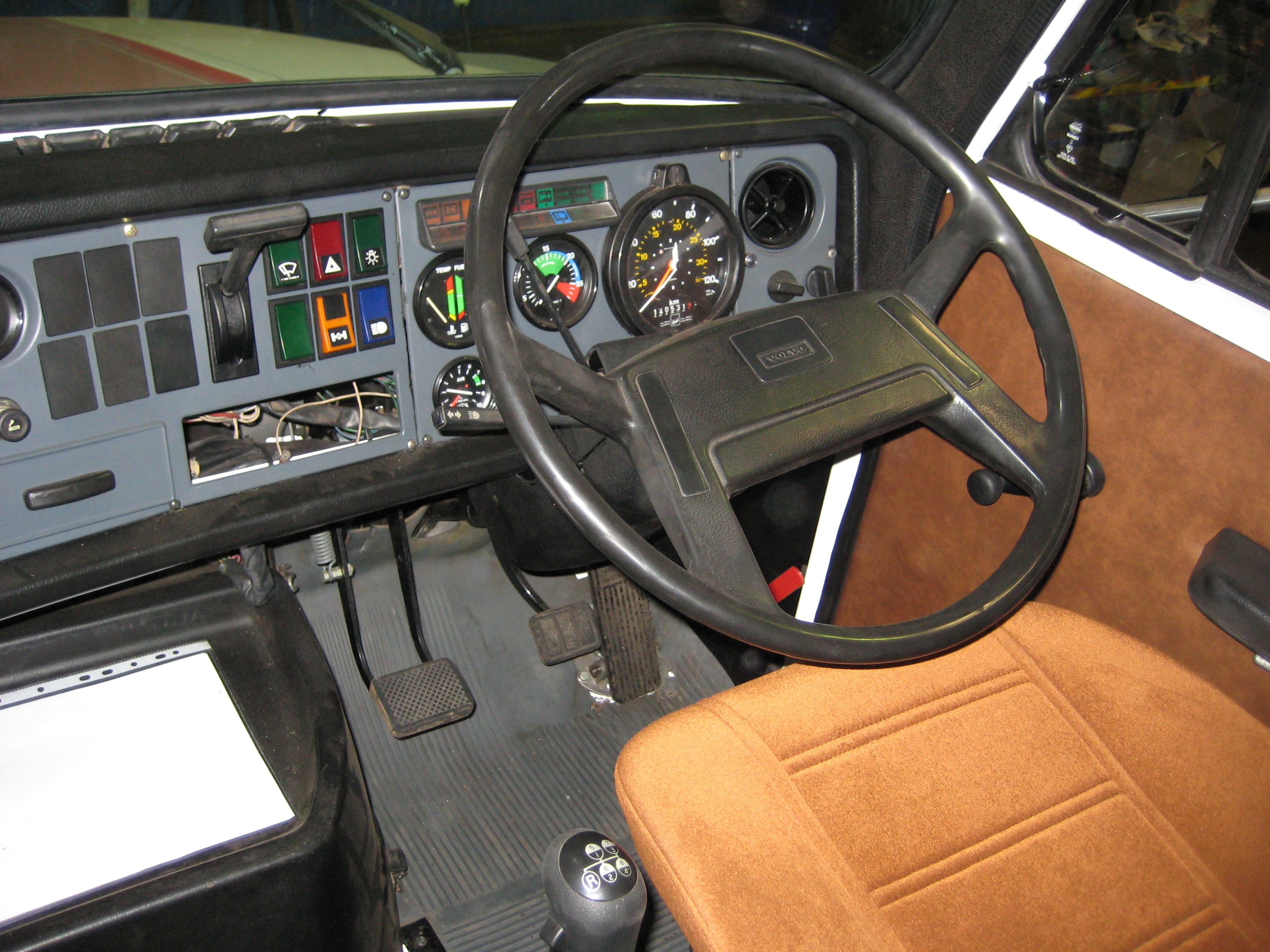
Arbeitsplatz (Rechtslenker)

1979 erhielt der Kühlergrill den Querstreifen, den Volvo-Lkw-Modelle seitdem tragen.
1982 bekam der 12-Liter-Motor eine Ladeluftkühlung und die Leistung wurde auf 385 PS gesteigert.
Die Produktion des N7 endete 1986.
1987 wurden die runden durch eckige Scheinwerfer abgelöst.
1989 stellt Volvo in Brasilien die verbesserten Nachfolgertypen NL10/NL12 vor, die in Europa nicht mehr angeboten wurden.